# Lethata invigilans
Lethata invigilans es una especie de polilla del género Lethata, orden Lepidoptera.
Fue descrita científicamente por Meyrick en 1915.